# جوناثان بينا
جوناثان بينا (بالإسبانية: Jonathan Piña)‏ هو لاعب كرة قدم مكسيكي في مركز الوسط، ولد في 16 يونيو 1989 في ولاية أغواسكالينتس في المكسيك. لعب مع نادي أطلس ونادي جامعة غوادالاخارا ونادي كيريتارو.

## وصلات خارجية
- جوناثان بينا على موقع قاعدة بيانات كرة القدم.إي يو (الإنجليزية)
- جوناثان بينا على موقع Soccerway.com (الإنجليزية)